# 돌가브르다
돌가브르다(슬로베니아어: Dolga Brda)는 슬로베니아 코로슈카 통계 지방의 프레발레 서북쪽 고지에 있는 마을이다. 서쪽으로 오스트리아와 국경을 접해 있다. 홀메츠 국경초소가 돌가브르다 마을 인근에 있다.